# Zone 4 (Afar)
La Zone administrative 4 est l'une des cinq zones administratives de la région Afar en Éthiopie. Aucune des zones de l'Afar ne porte de nom. Cette zone est entourée de la zone administrative 1 au sud, la région Amhara à l'ouest et la zone administrative 2 au nord.
La plus grande ville de la zone 4 est Dibina. La zone est par ailleurs composée de 5 woredas : 
- Aura
- Ewa
- Gulina
- Teru
- Yalo

Selon les chiffres de l'Agence Centrale des Statistiques éthiopienne (CSA), en 2005, cette zone comprenait une population totale estimée à 156 997 personnes, dont 85 656 hommes et 71 341 femmes. 1,6 % de la population serait urbaine.